# Opération Salomon
Pour les articles homonymes, voir Salomon.
L'opération Salomon (hébreu : מבצע שלמה, Mivtsa Shlomo), qui commence le 24 mai 1991, a permis l'évacuation d'environ 14 500 Juifs éthiopiens en Israël en l'espace de moins de trente-six heures,.

## Contexte
En 1991, le régime éthiopien est déstabilisé par des rebelles. Plusieurs organisations juives ainsi que l'État d'Israël sont alors préoccupés par le sort des importantes communautés de Falashas ou Beta Israel qui vivaient en Éthiopie et dont l'émigration de masse pourtant voulue par ces populations était rendue difficile jusque-là par le régime de Mengistu Haile Mariam. L'affaiblissement de ce dernier est une occasion pour permettre l'Aliyah des Juifs d'Éthiopie selon un plan déjà imaginé depuis 1990.

## Déroulement
Cette opération a demandé un an de préparation. Parmi les nombreuses étapes avant l'émigration de ces Juifs d'Éthiopie, il a d'abord fallu réunir cette population répartie dans de nombreux villages éloignés de la capitale. Un terrain a été aménagé près de l'ambassade d'Israël. La plus grande école juive du monde a été créée sur ce terrain et a ouvert ses portes à près de 5 000 élèves pour commencer leur intégration. La situation politique se dégradait en Éthiopie et le gouvernement était en passe d'être renversé, pendant ce temps là, à New York, des négociations avaient lieu entre les représentants de l'État d'Israël et les représentants éthiopiens. Le gouvernement éthiopien a monnayé leur sortie. Les représentants israéliens ont réuni, au pied levé, les dirigeants des associations juives américaines en leur soumettant cette problématique. 
Militairement, l'opération est menée par l'armée israélienne comportant de nombreux soldats originaires d'Éthiopie, sous la responsabilité du général Amnon Shahak-Lipkin. Arrivés en Israël lors d'opérations précédentes, ils seront les premiers à débarquer à l'aéroport d'Addis-Abeba, ce dernier passant sous contrôle israélien durant toute l'opération. Les Juifs sont transportés en car jusqu'à l’aéroport et protégés par l'armée qui empêche les Éthiopiens de fuir le régime. En moins de 36 heures, les 24 et 25 mai 1991, 35 avions de la compagnie israélienne El Al et des avions de transport militaire Hercules C-130 effectuent 41 allers-retours et transportent environ 14 500 personnes. Cette opération a établi le record du nombre de passagers transportés par un Boeing 747 en un vol avec plus de 1 000 passagers. Le record en lui-même n'est pas contesté, mais le nombre de passagers n'est pas clair : le livre Guinness des records l'estime à 1 088, dont deux bébés nés pendant le vol. Certains rapports contemporains citent des chiffres allant de 1 078 à 1 222 passagers,,. L'armée israélienne, Tsahal, indique que 1 087 passagers étaient enregistrés et 1 222 passagers si on considère les enfants en bas âge.

## Intégration problématique

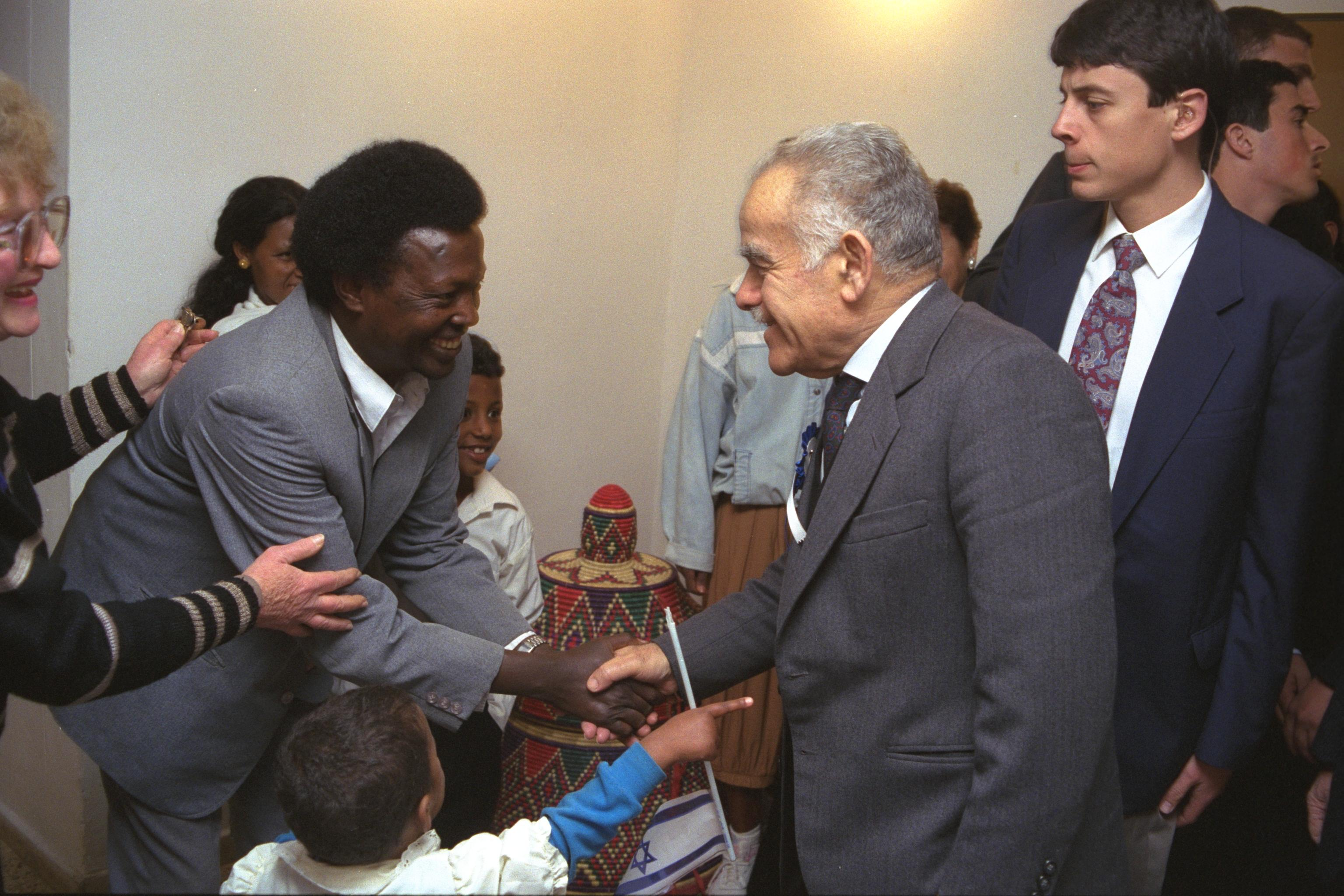
Le Premier ministre Yitzhak Shamir avec une famille de réfugiés de l'.

Depuis leur arrivée en Israël, la grande majorité de ces immigrants ont eu des difficultés à trouver du travail. Des estimations de 2006 suggèrent que jusqu'à 80 % des Éthiopiens en âge de travailler sont au chômage et contraints de vivre des prestations sociales nationales. Les chiffres du chômage se sont cependant considérablement améliorés en 2016, avec seulement 20 % des hommes et 26 % des femmes au chômage. Ces difficultés peuvent s'expliquer par un certain nombre de facteurs potentiels. Premièrement, la transition des terres rurales et largement analphabètes d'Éthiopie à une main-d'œuvre fortement urbaine en Israël s'est avérée difficile, surtout si l'on considère le fait que la plupart des Juifs éthiopiens ne parlent pas l'hébreu et sont en concurrence avec d'autres travailleurs immigrés plus qualifiés.
Néanmoins, les jeunes générations d'Israéliens éthiopiens, qui ont grandi et été éduqués en Israël, et qui possèdent des diplômes d'études supérieures, ont encore des difficultés disproportionnées à trouver du travail. Cela suggère que d'autres facteurs peuvent être en jeu, y compris les préjugés raciaux ou même religieux potentiels, étant donné qu'il y a eu un débat sur la question de savoir si les Juifs éthiopiens devaient ou non être considérés comme juifs en premier lieu.